# Kościół św. Anny we Wrocławiu-Widawie
Kościół św. Anny we Wrocławiu-Widawie – rzymskokatolicki kościół parafialny Parafii św. Anny we Wrocławiu-Widawie na wrocławskim osiedlu Widawa.

## Historia
Orientowany, gotycki kościół został zbudowany w latach 1344-48 z fundacji właściciela wasi Henryka z Kałowa (według innych źródeł Henryka Kala). Rozbudowany w latach 1760-72 w stylu wczesnoklasycystycznym dokonanej na zlecenie właściciela wsi Franciszka A. von Siegslorpfa, przez architekta Karola Geislera. Zbudowano wczesnoklasycystyczną nawę główną na rzucie krzyża greckiego z kopułą zwieńczoną latarnią. W 1945 roku zniszczeniu uległy dach nawy i kopuła, odbudowany w 1948 przez proboszcza Maksymiliana Scifferta, restaurowany w latach 1972-81 przez prof. Edmunda Małachowicza. W latach 1973–5 przebudowano prezbiterium w duchu posoborowym. 

## Architektura
Wczesnoklasycystyczny kościół z elementami wcześniejszej gotyckiej budowli. Z poprzednich przebudów pozostały następujące elementy:
- 1344-48 gotyckie mury o podstawie ośmiokąta wraz z przyporami oskarpowanego trójbocznie zakończonego prezbiterium
- 1760-72 wczesnoklasycystyczna nawa główna na rzucie krzyża greckiego

## Wyposażenie
- na zewnątrz we wnęce, obok głównego wejścia, pomnik św. Jana Nepomucena (XVIII wiek)
- ołtarz z obrazami olejnym Matki Bożej z Dzieciątkiem i św. Józefa (1760)
- drewniane rzeźby św. Jakuba Apostoła i św. Jana Nepomucena
- drewniane rzeźbione stalle i ambona
- obraz Matka Boża wśród Aniołów (1700)
- obraz św. Ignacego Loyoli (1750)
- gotycka skarbonka z piaskowca z płaskorzeźbą św. Katarzyny (XV wiek)
- drewniana rzeźba Madonny z Dzieciątkiem (XV wiek)
- renesansowy obraz na desce Zwiastowanie (1600)
- renesansowy obraz na płótnie Naigrywanie (1600)